# Catena di Pietro il Grande
La catena di Pietro il Grande (in russo хребет Петра Первого; trasl. chrebet Petra Pervogo) è una catena montuosa del Pamir nord-occidentale, in Tagikistan.
Forma lo spartiacque tra i fiumi Surchob a nord e Obichingou a sud e si estende per una lunghezza di 200 km in direzione est-ovest. La sua vetta più alta, il picco Mosca (6785 m), si trova nella parte orientale della catena, non distante dal punto in cui essa si congiunge alla catena dell'Accademia delle Scienze.

## Cime principali
- Picco Mosca (6785 m)
- Picco Leningrado (6507 m)
- Picco Abalakov (6446 m)
- Picco Ošanin (6389 m)
- Picco Kirov (6372 m)
- Picco Kujbjšev (6189 m)
- Picco Agasis (5900 m)